# Hijas de Cuauhtémoc
Hijas de Cuauhtémoc foi um jornal feminista estudantil chicana fundado em 1971 por Anna Nieto-Gómez e Adelaida Castillo enquanto ambas eram estudantes da Universidade Estadual da Califórnia em Long Beach.
Com o nome de "uma organização feminista mexicana que trabalhou contra a ditadura de Porfirio Díaz no México", Hijas de Cuauhtémoc se concentrou em questões específicas das chicanas. Apesar de ter poucas edições, a "cobertura da revista da marginalização social e econômica das chicanas na sociedade americana e da perpetuação dos estereótipos históricos e contemporâneos das chicanas fornece documentos críticos do início da década de 1970". Na primavera de 1973, Hijas de Cuauhtémoc tornou-se a revista acadêmica feminista intitulado Encuentro Femenil, mas a publicação terminou em dois anos.

## O movimento Chicano
Entre 1970 e 1980, o movimento feminista chicana se desenvolveu nos Estados Unidos para abordar as questões específicas que dizem respeito às chicanas como mulheres de cor.:418 Esse movimento se desenvolveu a partir do movimento estudantil chicano. O movimento Chicano se concentrou em uma ampla gama de assuntos: justiça social, igualdade, reformas educacionais e autodeterminação política e econômica para as comunidades chicanas nos Estados Unidos.:418 Da mesma forma que os homens chicanos questionavam as realidades históricas e contemporâneas dos chicanos nos EUA, as chicanas se uniram para investigar as opressões que formavam suas próprias experiências como mulheres de cor. A professora de estudos chicanos Maylei Blackwel escreveu que o jornal estudantil Hijas de Cuauhtémoc foi uma parte vital do movimento de revolta chicana.

## Fundação
Anna Nieto-Gómez, cofundadora do jornal Hijas de Cuauhtemoc, se inspirou em um livro escrito por Fredrick Turner que destacava um grupo revolucionário mexicano com o mesmo nome. Ela disse que “Fomos motivadas a iniciar o Hijas porque os contemporâneos de chicana estão sofrendo assédio sexual dentro do movimento chicano. (...) Liderança masculina buscando liberdade e direitos civis para si mesmo e não para as chicanas incluídas.” Anna Nieto-Gómez foi exposta à discriminação desde muito cedo e, a partir dessas experiências, ela queria lutar pelo direito contra a discriminação e o sexismo. Ela sentiu que o movimento feminista fazia parte de sua história chicana. Enquanto trabalhava como conselheira e instrutora na Universidade Estadual da Califórnia em Long Beach, ela orientou e organizou estudantes de graduação chicana. Como resultado desse processo de organização, publicaram Hijas de Cuauhtémoc. Além de Anna NietoGomez, Cindy Honesto, Marta López, Corinne Sánchez e Adelaida R. Del Castillo são os fundadores e editores-chefes de Hijas de Cuauhtémoc. O grupo Hijas de Cuauhtémoc tornou-se uma forma das mulheres do movimento chicana/o se organizarem coletivamente. Elas foram capazes de expressar sua experiência como jovens chicanas da classe trabalhadora e abordar questões que foram ignoradas no movimento estudantil como, por exemplo, sua crítica ao machismo no movimento chicano.:63 O jornal estudantil apresentou novas formas de feminismo ao iniciar o diálogo sobre a intersecção de classe e raça. Esses conceitos foram apresentados por meio de um “formato inovador de gênero misto que era partes iguais de jornalismo, poesia, fotografia, arte, crítica social, história de mulheres recuperadas e manifesto político”.:66 Envolveu questões econômicas e sociais, consciência política e história Mexicana/Chicana. Além disso, deu espaço para muitos jovens ativistas expressarem suas próprias ideias e visões políticas".:66

### Apoio financeiro
Para imprimir a primeira edição, o jornal recebeu apoio financeiro de uma sociedade Norwalk Mutualista, tradição das comunidades de imigrantes mexicanos.:69 Em contraste com o grupo de apoio, outros homens chicanos, especialmente chicanos na esfera do jornal chicano El Alacrán, foram menos favoráveis ao surgimento de um jornal chicano feminista.:69

## Conteúdo
As questões abordaram temas como saúde de esterilização e reprodução, direitos sociais e trabalhistas, emprego e discriminação de gênero, acesso à saúde, encarceramento chicana, papéis familiares e culturais, além de sexismo, política sexual e papel da mulher no movimento.:70
De modo geral, o documento encorajou as chicanas a completar sua educação, fornecendo-lhes um grupo de apoio, uma ferramenta organizacional e um fórum para abordar suas preocupações como mulheres. Além disso, "o jornal era um veículo de comunicação regional onde as chicanas divulgavam informações sobre suas atividades políticas, questões do campus, história mexicana, o crescimento do feminismo chicana, mulheres na prisão, papel das mulheres no movimento e uma luta contra o sexismo e a política sexual". Além de trabalhar nas edições, membros de Hijas de Cuauhtémoc participaram de organizações comunitárias e fizeram ligações com outros grupos chicanas como o Centro Comunitário La Raza em Eastside Long Beach, o boicote da uva da UFW e o Teatro Campesino.:69

### Primeira edição
A primeira edição foi publicada em março de 1971, tratando do tema das chicanas estudando na Universidade Estadual da Califórnia em Long Beach:74, bem como história chicana, educação chicana, chicanas na prisão, poesia chicana e problemas sóciossexuais em organizações e famílias chicanas. Embora a edição não tivesse conteúdo extenso, o artigo sobre Macho Attitudes recebeu maior atenção, em sua maioria negativa.

### Segunda edição
Um mês depois, em abril, a segunda edição destinava-se a fazer circular pensamentos e ideias produzidas na Conferência Educacional Chicana de Los Angeles. A conferência foi planejada em preparação para a primeira Conferência Chicana nacional, la Conferencia de Mujeres por la Raza, que seria realizada em Houston no final daquele ano.:74 Eles também usaram o jornal para destacar eventos importantes, como a Conferência Regional da Universidade em Houston, Texas. Por meio da publicidade, eles conseguiram atrair 250 participantes para a conferência.

### Terceira edição
A terceira edição saiu em junho de 1971. Ele forneceu informações sobre workshops chicanas na Conferência Chicana Educacional de maio e continha informações sobre o programa de 5 pontos de Hermanidad, a filosofia da irmandade chicana.:74

## Gafe e resistência
As mulheres de Hijas de Cuauhtemoc não foram levadas a sério ao longo de sua existência. Um enterro simulado para as redatoras do jornal com um “sacerdote” do MEChA, onde tiveram lápides feitas com nomes inscritos das criadoras da publicação, significando o fim de suas vidas por trabalharem neste jornal. MEChA significa Movimiento Estudiantil Chicano de Aztlan, uma organização estudantil da Universidade Estadual da Califórnia em Long Beach. MEChA fez isso também para se posicionar contra Nieto-Gómez, significando seu desafio à sua recém-eleita cadeira como presidente da organização, já que ela era do sexo feminino.

## Transformação
Na primavera de 1973, membros originais da equipe de Hijas de Cuauhtémoc formaram um grupo fundador do Encuentro Femenil, que fazem parte Anna Nieto-Gómez, Cindy Honesto, Marta López, Corinne Sánchez e Adelaida R. Del Castillo. Na esperança de expandir o alcance de Hijas de Cuauhtémoc, elas fundaram o primeiro periódico chicana centrado na bolsa e no ativismo chicana.:133 Elas visavam documentar questões e lutas da comunidade, bem como aumentar a consciência política das questões chicanas entre uma comunidade chicana/o maior.:78 Além disso, a publicação do Encuentro Femenil não apenas documentou a mobilização política das chicanas, mas encorajou novas formas de solidariedade e participação política chicana.:77